# Епархия Сьюпириора
Епархия Сьюпириора (лат. Dioecesis Superiorensis) — епархия Римско-Католической церкви с центром в городе Сьюпириор, штат Висконсин, США. Епархия Сьюпириор входит в митрополию Милуоки. Кафедральным собором епархии Сьюпириора является Собор Христа Царя.

## История
13 мая 1905 года Святой Престол учредил епархию Сьюпириора, выделив её из епархии Грин-Бея и епархии Ла-Кросса.

## Ординарии епархии
- епископ Августин Фрэнсис Шиннер[англ.] (13.05.1905 — 18.03.1914) — назначен епископом Спокана
- епископ Джозеф Мария Куделка[англ.] (06.08.1913 — 24.06.1921)
- епископ Джозеф Габриэль Пинтен[англ.] (30.11.1921 — 25.06.1926) — назначен Гранд-Рапидса
- епископ Теодор Генри Реверман[англ.] (02.07.1926 — 18.07.1941)
- епископ Уильям Патрик О’Коннор[англ.] (27.12.1941 — 22.02.1946) — назначен епископом Мадисона
- епископ Альберт Грегори Майер (18.02.1946 — 21.07.1953) — назначен архиепископом Милуоки, кардинал с 1959
- епископ Джозеф Джон Аннабринг[англ.] (27.01.1954 — 27.08.1959)
- епископ Джордж Альберт Хаммес[англ.] (28.03.1960 — 27.06.1985)
- епископ Рафаэль Майкл Габриэль Флисс[англ.] (27.06.1985 — 28.06.2007)
- епископ Питер Форсайт Кристенсен[англ.] (28.06.2007 — 04.11.2014) — назначен епископом Бойсе
- епископ Джеймс Патрик Пауэрс[англ.] (с 15.12.2015)

## Источник
- Annuario Pontificio, Libreria Editrice Vaticana, Città del Vaticano, 2003, ISBN 88-209-7422-3